# Pierson (Manitoba)
Pour les articles homonymes, voir Pierson.
Pierson est une ville du Manitoba située au sud-ouest de la province et enclavée dans la municipalité rurale d'Edward. Pierson est le site d'un carnaval d'artisanat. Cet évènement survient annuellement chaque premier samedi d'octobre et se déroule au Centre sportif d'Edward.

## Démographie
| 2011 | 2016 |
| ---- | ---- |
| 209  | 190  |

## Référence
- (en) Cet article est partiellement ou en totalité issu de l’article de Wikipédia en anglais intitulé « Pierson, Manitoba » (voir la liste des auteurs).

1. ↑  « Statistique Canada - Profils des communautés de 2016 -  Pierson » (consulté le 3 juin 2020)